# Päästjärv
A Päästjärv egy tó Észtországban, Valgamaa megyében Puka község területén.

## Földrajz
A 8,5 hektáron elterülő tó medre legmélyebb pontján 5,5 méter mély. Tengerszint feletti magassága 170,7 méter.

## Fordítás
Ez a szócikk részben vagy egészben  a   Päästjärv című észt Wikipédia-szócikk ezen változatának fordításán alapul.  Az eredeti cikk szerkesztőit annak laptörténete sorolja fel. Ez a jelzés csupán a megfogalmazás eredetét és a szerzői jogokat jelzi, nem szolgál a cikkben szereplő információk forrásmegjelöléseként.